# Plaza de toros de Castro-Urdiales
La plaza de toros de Castro-Urdiales, de interés arqueológico y artístico, se encuentra situada en el barrio de Urdiales, en la calle Silvestre Ocho número 29. El coso, que fue levantado gracias a una suscripción popular, cuenta en la actualidad con un aforo de 5200 localidades. La tradición taurina en este municipio de Cantabria se remonta a siglos atrás, cuando se corrían toros en la plaza del Ayuntamiento.

## Historia
Construida entre 1911 y 1912, su estilo artístico es ecléctico-neomudéjar. El coso, proyectado por el arquitecto castreño Eladio Laredo, presenta una planta circular y dos alturas sobre hormigón armado. Tiene una entrada principal compuesta por dos torres flanqueando una puerta en arco de herradura apuntado y arcos entrelazados en el segundo piso.
La plaza destaca por la sencillez y su traza en estilo neomudéjar, así como por la utilización de un nuevo material, en aquellos tiempos, como era el cemento armado.
Se inauguró un 21 de julio de 1912, siendo alcalde de la localidad cántabra Fernando España Ladevese. En el cartel se anunciaron: Zacarías Lecumbrerri, Serafín Vigiola “Torquito” y Domingo Uriarte “Rebonzanito”. Y un 4 de agosto de 2007 tuvo lugar el último festejo taurino en el que actuaron de manera exitosa Rui Fernández, Javier Cano y López Bayo, que lidiaron un encierro de Cabrero y González.

## Hitos
En su historia, el coso de Castro-Urdiales fue el lugar elegido por el diestro jerezano Rafael de Paula para reaparecer tras una prolongada ausencia de los ruedos un 10 de julio de 1994.